# Juma Santos
Juma Santos (nebo též Jumma Santos), vlastním jménem James Reginald Riley, (27. prosince 1947 nebo 15. ledna 1948 Massachusetts – 10. září 2007 Chicago) byl americký perkusionista. V roce 1969 hrál na albu Bitches Brew trumpetisty Milese Davise. Během své následné kariéry spolupracoval s mnoha dalšími hudebníky, mezi které patří například Roy Ayers, Freddie Hubbard, Marion Brown, David Sanborn a Chico Freeman. Dvakrát byl ve vězení a část života prožil jako bezdomovec. Zemřel ve věku 59 let na komplikace s malárií.